# 宋福民
宋福民（1942年1月—1999年7月25日），男，广西陆川人，中华人民共和国政治人物，曾任广西壮族自治区政协副主席，第八届全国人大代表。